# Hans son på galejan
Hans son på galejan (engelska: Steamboat Bill, Jr.) är en komedifilm från 1928 i regi av Charles Reisner
och Buster Keaton. Filmen fick sin originaltitel från den populära sången "Steamboat Bill" med Arthur Collins från 1911. Den svenska titeln torde anspela på den svenska reseskildringen Min son på galejan.

## Rollista
- Buster Keaton - William Canfield Jr.
- Ernest Torrence - William "Steamboat Bill" Canfield Sr.
- Marion Byron - Kitty King
- Tom McGuire - John James King
- Tom Lewis - Tom Carter
- James T. Mack - prästen